# Ectreposebastes
Ectreposebastes is een geslacht van straalvinnige vissen uit de familie van schorpioenvissen (Setarchidae). Het geslacht is voor het eerst wetenschappelijk beschreven in 1899 door Garman.

## Soorten
- Ectreposebastes imus Garman, 1899
- Ectreposebastes niger (Fourmanoir, 1971)